# رينا يوشياما
رينا يوشياما (باليابانية: 内山理名؛ بالكانا: うちやま りな) هي تارينتو وممثلة يابانية، ولدت في 7 نوفمبر 1981 في مينامي أشيغارا في اليابان. من الجوائز التي نالتها جائزة إيلان دور للوافد الجديد للسنة ‏ سنة 2006.

## جوائز
- جائزة إيلان دور للوافد الجديد للسنة [الإنجليزية]‏ (2006)

## وصلات خارجية
- الموقع الرسمي
- رينا يوشياما على موقع IMDb (الإنجليزية)
- رينا يوشياما على موقع قاعدة بيانات الفيلم (الإنجليزية)